# Ripukka
Ripukka är en sjö i Gällivare kommun i Lappland och ingår i Kalixälvens huvudavrinningsområde. Sjön har en area på 0,12 kvadratkilometer och ligger 410,9 meter över havet.

## Delavrinningsområde
Ripukka ingår i det delavrinningsområde (746402-173103) som SMHI kallar för Mynnar i Kutsasjoki. Medelhöjden är 444 meter över havet och ytan är 32,67 kvadratkilometer. Det finns inga avrinningsområden uppströms utan avrinningsområdet är högsta punkten. Latnijoki som avvattnar avrinningsområdet har biflödesordning 4, vilket innebär att vattnet flödar genom totalt 4 vattendrag innan det når havet efter 211 kilometer. Avrinningsområdet består mestadels av skog (48 procent) och sankmarker (48 procent). Avrinningsområdet har 1,01 kvadratkilometer vattenytor vilket ger det en sjöprocent på 3,1 procent.